# 수호이 Su-35S
수호이 Su-35S(러시아어: Сухой Су-35С, NATO 보고명: 플랭커-M)는 러시아의 수호이가 개발한 다목적 전투기로, 수호이 Su-35의 개량형이자 양산형이다. 1980년대 제작을 시작했던 수호이 Su-35와 구별하기 위해 개발 당시에는 Su-35BM으로 알려졌으며, 항공 주간 & 우주기술에 따르면, 새로 명명된 Su-35S에서 "S"는 ("전투기")의 약자이다. Su-35S는 2008년 2월 19일 첫 비행을 마친 뒤 2013년부터 러시아 공군에서 운용 중이다.
수호이 Su-35S는 높은 공격각으로 기동성(+9g)이 높고, 신형 항공기의 특출한 전투기 간의 전투 능력에 기여하는 고성능 무기 시스템을 탑재하고 있다. Su-35S는 Su-35에서 파생했고, Su-35가 수호이 Su-27M에서 유래했기 때문에, Su-27M과 Su-35, 그리고 Su-35S의 외형은 거의 유사하다. 그러나 Su-35S의 경우 Su-35나 Su-27M과 달리 Irbis-E 레이더와 빔펠 R-37, KAB-500S-E 등 최신식 장비가 탑재되어 있다. 2023년 현재 Su-35S를 운용 중인 국가는 러시아 외에도 중화인민공화국과 이란이 있으며, 러시아는 시리아 내전, 러시아의 우크라이나 침공 등에서 Su-35S를 사용하였다.

## 배경 및 개발
1977년 5월부터 수호이 사령부는 당시 세계에서 가장 강력한 중형 공중부양 전투기인 수호이 Su-27 전투기의 전투 능력을 향상시키는 방법에 대한 예비 연구를 시작했다. Su-27은 1970년대 항공기의 잘 개발된 설계 요소와 1990년대 전반의 공기역학, 엔진 및 BRAO의 성과를 결합하는 데 성공했다. 1985년 6월 22일 Su-27은 소련 공군의 주력 전투기로 채택되었지만, 이는 미국의 맥도널 더글러스 F-15 이글을 인식해 소련이 대수가 부족하여 서둘러 도입시킨 것이었다. 수호이는 1980년대 후반부터 Su-27의 여러 부품을 교체하는 작업에 들어갔고, 새로운 파생형을 "Su-27M"으로 명명했다. 1988년 6월 "Su-27M"은 첫 시험비행을 마쳤다. 그러나 수호이는 제조 상의 문제로 1990년까지 Su-27을 제작할 수 없었다. 뒤이은 소련의 붕괴로 인한 인플레이션과 사회 혼란으로 러시아의 경제가 크게 위축되었고, 수호이를 비롯한 러시아의 항공업계 역시 위기를 맞았다. 1995년까지 수호이는 단지 12대의 Su-27M을 생산했다.

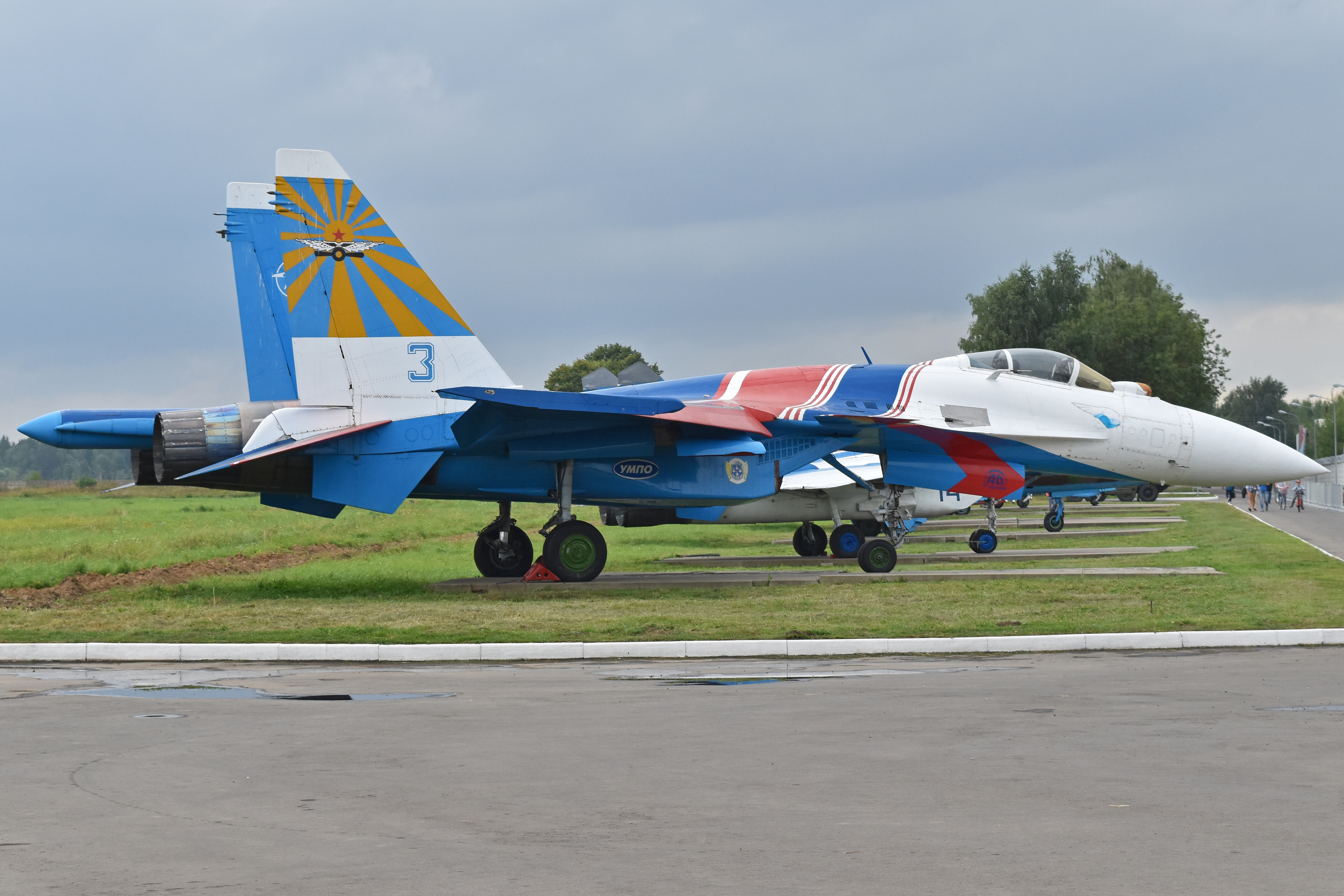
Su-35와 Su-35S 개발의 토대가 된 Su-27M.

러시아에서 노후화된 Su-27 기종의 현대화가 필요하다는 요구에 따라, 수호이는 2002년부터 M의 현대화 작업에 착수했고 같은 해 12월 "Su-27SM"으로 명명된 현대화 기종이 시험 비행에 성공했다. Su-27M의 현대화 작업은 5세대 전투기였던 수호이 Su-35의 임시방편이 되어줄 수 있었고, 수출 시장에서 2인승으로 운영되는 Su-30MK의 대안이 될 예정이었다. Su-35 프로젝트는 주로 수출 시장을 목표로 했고 주요 대상국은 동남아시아나 라틴아메리카, 중동의 여러 국가들이었다. 하지만 2013년 파리 에어쇼에서 수호이의 모회사인 유나이티드 에어크래프트 코퍼레이션의 미하일 포고샨 총지배인은 200대의 항공기에 대한 수요가 국내와 수출 시장에서 균등하게 분배되고 있다고 말했다.
2008년 러시아-조지아 전쟁 이후, 러시아는 러시아군의 현대화 프로그램인 국가무장계획 2011~2020에 따라 Su-35S의 도입을 조속히 추진했다. 2009년 11월, KnAAAPO(2013년 수호이 회사의 일부가 된 후 KnAAZ로 이름을 변경)는 최초의 양산형 Su-35S를 제조하기 시작했고,  2010년 10월에 제작과 관련된 총회가 끝났다. 이 무렵 비행사와 엔지니어들은 Su-35S의 부품 시험을 성공적으로 마쳤다.
Su-35S는 2011년 5월에 첫 비행을 했으며, 다른 항공기들과 함께 아크투빈스크로 보내져 러시아 국방부와 합동 시험을 시작할 예정이었다. 다른 동시대의 러시아 항공기들과 마찬가지로 Su-35S의 생산은 시험과 함께 이루어졌개조되었다. 2018년 12월, 유나이티드 항공은 콤소몰스크나아무레 항공기 공장에서 100번째 Su-35S가 생산되었다고 보고했다.

## 운용

### 러시아

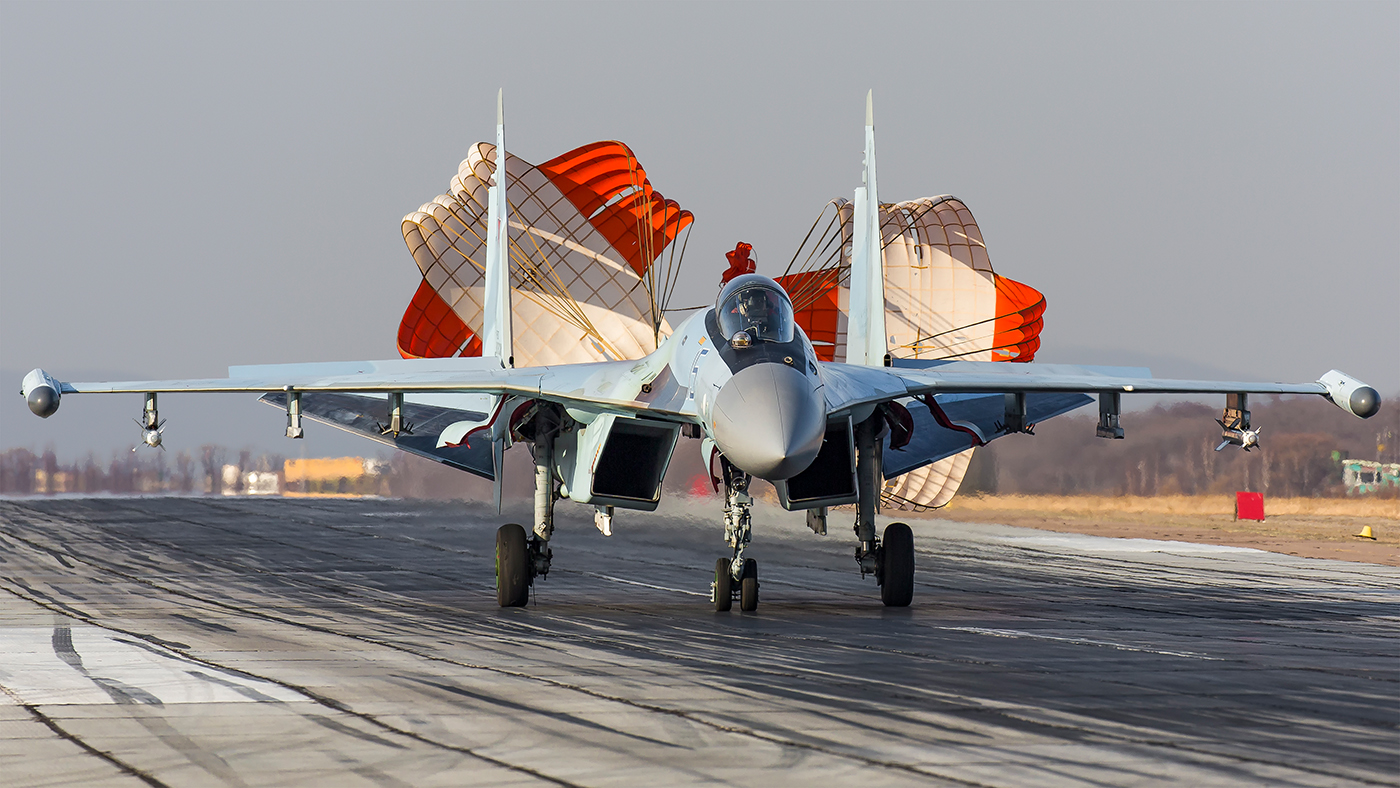
2019년 국제육군게임 당시 러시아 Su-35S가 낙하산을 펼치며 착륙하고 있다.

2011년 5월 수호이는 최초의 Su-35S를 아흐투빈스크에 인도하여 국방부와 합동 시험을 실시하였다. 시험비행의 두 단계 중 첫 단계는 2011년 8월에 시작되었다. 2012년 3월, 러시아 공군은 2대의 시제품과 4대의 양산형 항공기로 Su-35S의 기술적 특성을 테스트하는 비행을 수행하고 있었다. 12대의 Su-35S가 2013년 12월에 러시아 공군에 인도되었고, 그 중 10대는 극동에 주둔하고 있는 제23전투항공연대에 인도되었고, 나머지 2대는 국가 합동 시험의 최종 단계를 수행하는 임무를 맡았다. 인수인계는 공식적으로 이루어졌다. Su-35는 이후 전투 전술을 더욱 발전시키고 복무요원을 훈련시키기 위해 리페츠크로 옮겨졌다. 러시아의 Su-35S는 핀란드 국경 근처의 베소베츠 공군 기지와 블라디보스토크 근처의 센트럴나야 울로바야 공군 기지에 영구적으로 기지를 두고 있다. 2018년 말 Su-35S는 완전작전능력을 얻게 되었다. 2020년에는 러시아 기사단이 8대의 Su-35S를 받았으며, 2022년 9월 9일에는 러시아 공군의 제185전투훈련 및 전투적응센터가 Su-35S 3대를 받았다.

#### 시리아 내전
2016년 1월 러시아는 4대의 항공기를 시리아에 파견하면서 Su-35S를 처음으로 실전 배치했다. 이는 2015년 11월 러시아 항공기의 튀르키예 영공 침범과 튀르키예 F-16 전투기의 러시아 Su-24 폭격기 격추로 러시아와 튀르키예 간 긴장이 고조된 데 따른 것이다. 시리아에 Su-35S를 배치한 이유는 폭격 임무를 수행 중 Su-30 SM에게 전투 항공 순찰을, 그리고 다른 러시아 항공기에 공중 엄호를 제공하기 위한 것이었다. 시리아에 대한 전투 배치는 항공기 항전과 같은 많은 문제들을 발견하고 해결하는 데 도움이 되었다. 러시아 소식통들은 Su-35가 유도무기를 사용하여 지상 목표물에 대한 공격을 수행했다고 주장하였으며, 시리아에서 Su-35가 무유도 폭탄을 소지하고 있는 것이 목격되었다.
2019년 8월 20일, 러시아 공군 Su-35S 2대가 이들리브 남부 상공에서 튀르키예 공군 F-16 2대를 요격한 뒤 시리아 영공을 떠났다. 2019년 9월 10일, 러시아 Su-35S가 시리아 남부 상공에서 이스라엘 항공기 여러 대를 다시 요격해 공습을 수행하지 못하게 했다. 2019년 9월 19일, 러시아 Su-35S 2대가 다마스쿠스 교외를 공격할 준비를 하는 이스라엘 항공기를 요격했다. 2019년 10월 15일 튀르키예의 F-16 전투기 1대가 만비즈에 있는 시리아 민주군 본부를 폭격하려다 러시아 Su-35S에 의해 요격당해 퇴각했다. 2019년 11월 12일, 러시아 Su-35S가 다마스쿠스 공습 중 이스라엘 전투기를 요격했다. 2019년 12월 7일, 이스라엘 항공기 여러 대가 러시아 Su-35S에 의해 요격당해 티야스 공군기지를 폭격하려다 퇴각했다.

#### 우크라이나 침공
러시아 Su-30SM과 Su-35S 전투기는 우크라이나 침공 기간 동안 제공권 장악 임무에 사용되었다. 우크라이나 제트기와 우크라이나 해군 항공성으로 최소 7번의 공대공 승리가 보고되었다. 2022년 4월 3일, 러시아 Su-35S가 우크라이나군에 의해 격추되었고, 조종사는 그의 Su-35S가 우크라이나 방공전 중 이지움 근처에서 격추되었다고 말했다. 5월 9일, 우크라이나 국방부는 우크라이나 해군 항공 사무소의 부소장인 이호르 베드자이 대령이 전사했다고 확인했다. 그의 Mi-14PS는 러시아 Su-35에 의해 격추되었다. 7월 19일, 우크라이나 공군 사령부는 Su-35가 카호프카 근처에서 우크라이나 방공망에 의해 격추되었다고 주장했지만, 당시 손실을 확인할 수 있는 사진은 없었다. 2023년 2월 초 추락 현장 사진이 공개되어 추락한 비행기가 Su-35S임이 확인되었다.

### 중화인민공화국
중화인민공화국은 2018년 4월부터 중국 인민해방군 공군에 Su-35S를 도입하였으며 광둥성의 수이시 공군기지에 해당 기종을 배치했다. 아시아 타임즈에 따르면, 중국 소식통은 중국의 선양 J-16가 Su-35보다 우수한 레이더, 항전 및 기타 장비를 보유하고 있기 때문에 Su-35의 추가 구매가 필요하지 않다고 말했다.

## 운용국
- 러시아
- 중화인민공화국